# Петњица (Шавник)
Петњица је насеље у општини Шавник у Црној Гори. Према попису из 2003. било је 36 становника (према попису из 1991. било је 47 становника).

## Занимљивости
Иако је то данас једно сеоце од нешто више од 30 становника, Петњица је родно мјесто многих познатих личности, као што су:
- Јоксим Караџић, ђед Вука Караџића и племенског капетана Милована Мимова;
- Милан Јовановић Караџић, добровољац Руско-јапанског рата (1904—1905) и прађед руског дипломате Дмитрија Рогозина;
- Радован Караџић, први предсједник Републике Српске;
- Томислав Караџић, предсједник Фудбалског савеза Србије;
- Радован Марков Караџић, пјесник и новинар, добитник Видовданске награде за 2012. годину;
- Војислав Караџић, српски пјесник и филолог;
- Драган Караџић, црногорски сликар и академик ЦАНУ.
- Милан Мињо Караџић, народни гуслар

## Демографија
У насељу Петњица живи 30 пунољетних становника, а просјечна старост становништва износи 49,5 година (39,1 код мушкараца и 58,8 код жена). У насељу има 11 домаћинстава, а просјечан број чланова по домаћинству је 3,27.
Ово насеље је углавном насељено Србима (према попису из 2003. године), а у посљедња три пописа, примјећен је пад у броју становника.
|  |

| Демографија | Демографија | Демографија |
| Година      | Становника  | Становника  |
| ----------- | ----------- | ----------- |
|             |             |             |
|             |             |             |
|             |             |             |
|             |             |             |
| 1948.       | 121         |             |
| 1953.       | 147         |             |
| 1961.       | 85          |             |
| 1971.       | 98          |             |
| 1981.       | 55          |             |
| 1991.       | 47          | 47          |
| 2003.       | 36          | 36          |
|             |             |             |

| Етнички састав према попису из 2003.‍ | Етнички састав према попису из 2003.‍ | Етнички састав према попису из 2003.‍ | Етнички састав према попису из 2003.‍ | Етнички састав према попису из 2003.‍ |
| ------------------------------------ | ------------------------------------ | ------------------------------------ | ------------------------------------ | ------------------------------------ |
|                                      |                                      |                                      |                                      |                                      |
| Срби                                 | Срби                                 |                                      | 29                                   | 80,55%                               |
| Црногорци                            | Црногорци                            |                                      | 7                                    | 19,44%                               |
| непознато                            | непознато                            |                                      | 0                                    | 0,0%                                 |

| Година пописа     | 1948. | 1953. | 1961. | 1971. | 1981. | 1991. | 2003. |
| ----------------- | ----- | ----- | ----- | ----- | ----- | ----- | ----- |
| Број домаћинстава | 27    | 29    | 23    | 25    | 16    | 19    | 11    |

| Број чланова      | 1  | 2 | 3 | 4 | 5 | 6 | 7 | 8 | 9 | 10 и више | Просек |
| ----------------- | -- | - | - | - | - | - | - | - | - | --------- | ------ |
| Број домаћинстава | 11 | 2 | 3 | 2 | 1 | 2 | 0 | 0 | 1 | 0         | 0      |

| Пол    | Укупно | Неожењен/Неудата | Ожењен/Удата | Удовац/Удовица | Разведен/Разведена | Непознато |
| ------ | ------ | ---------------- | ------------ | -------------- | ------------------ | --------- |
| Мушки  | 13     | 6                | 6            | 0              | 1                  | 0         |
| Женски | 18     | 6                | 6            | 4              | 2                  | 0         |
| УКУПНО | 31     | 12               | 12           | 4              | 3                  | 0         |

| Пол    | Укупно                    | Пољопривреда, лов и шумарство | Рибарство                            | Вађење руде и камена | Прерађивачка индустрија       |
| ------ | ------------------------- | ----------------------------- | ------------------------------------ | -------------------- | ----------------------------- |
| Мушки  | 8                         | 2                             | 0                                    | 0                    | 0                             |
| Женски | 3                         | 2                             | 0                                    | 0                    | 0                             |
| УКУПНО | 11                        | 4                             | 0                                    | 0                    | 0                             |
| Пол    | Производња и снабдевање   | Грађевинарство                | Трговина                             | Хотели и ресторани   | Саобраћај, складиштење и везе |
| Мушки  | 1                         | 1                             | 0                                    | 0                    | 0                             |
| Женски | 0                         | 0                             | 1                                    | 0                    | 0                             |
| УКУПНО | 1                         | 1                             | 1                                    | 0                    | 0                             |
| Пол    | Финансијско посредовање   | Некретнине                    | Државна управа и одбрана             | Образовање           | Здравствени и социјални рад   |
| Мушки  | 0                         | 0                             | 0                                    | 2                    | 1                             |
| Женски | 0                         | 0                             | 0                                    | 0                    | 0                             |
| УКУПНО | 0                         | 0                             | 0                                    | 2                    | 1                             |
| Пол    | Остале услужне активности | Приватна домаћинства          | Екстериторијалне организације и тела | Непознато            | Непознато                     |
| Мушки  | 1                         | 0                             | 0                                    | 0                    | 0                             |
| Женски | 0                         | 0                             | 0                                    | 0                    | 0                             |
| УКУПНО | 1                         | 0                             | 0                                    | 0                    | 0                             |

## Галерија
- Споменик Вуку Караџићу